# Fernando Caicedo y Flórez
Fernando Caicedo y Flórez (Suaita, 15 de junio de 1756-Bogotá el 17 de febrero de 1832) fue un sacerdote católico y teólogo colombiano. 
Fue el primer Arzobispo de Bogotá en la República de la Nueva Granada y un prócer de la Independencia.

## Biografía
Se trasladó a Santafé de Bogotá, realizando sus estudios en el Colegio Mayor del Rosario; en 1768 recibió la tonsura y en 1779 fue ordenado sacerdote por el Arzobispo Antonio Caballero y Góngora.

### Carrera sacerdotal
Recién ordenado fue enviado como párroco a Coyaima y posteriormente a Hatoviejo. Posteriormente regresó a Bogotá para ejercer como profesor y rector del Colegio del Rosario (1792-1793) y cura de la Catedral desde 1794. En 1799 regresó al rectorado del Rosario y en 1807 promovió las obras para la reconstrucción de la Catedral.
Desde 1810 la familia Caicedo participó activamente en la lucha por la Independencia y en 1813 Fernando Caicedo y Flórez se encontró entre los firmantes de la declaración de independencia absoluta de Cundinamarca, impulsada por Antonio Nariño. En 1816, conocidas sus actividades en favor de la sublevación criolla, se salvó de ser juzgado por privilegio eclesiástico y fue deportado a España por orden del Pacificador Pablo Morillo. Durante cuatro años estuvo recluido en el convento de los trinitarios en Sevilla, hasta que en 1820 consiguió su libertad y regresó a América; llegó a Bogotá un año después. Sin embargo, durante su estadía en dicho convento gozaba de libertad absoluta, excepto para volver a América mientras terminaba la pacificación, como consecuencia del indulto de 24 de enero de 1817 que también le desembargó sus bienes.

### Arzobispo de Bogotá (1827-1832)
Desde la muerte del arzobispo Juan Bautista Sacristán en 1817, la sede episcopal se encontraba vacante, pues el clérigo designado para sucederlo, había rechazado realizar el viaje desde España; así, habían sido designados desde entonces sucesivos Vicarios Capitulares para administrar la Arquidiócesis, correspondiéndole a Caicedo esta responsabilidad desde 1823. 
En 1826 renunció debido a su avanzada edad, pero un año después fue designado por el Congreso como nuevo Arzobispo de Bogotá, en homenaje a su defensa de la independencia, un año después llegaron las bulas que desde la Santa Sede aprobaban esta designación.
Caycedo finalmente falleció en su sede episcopal de Bogotá, el 17 de febrero de 1832, a los 75 años. Fue sucedido por el influyente clérigo Manuel José Mosquera y Arboleda.

## Familia
Caicedo pertenecía a una familia acomodada que contaba entre sus antepasados con personalidades como los capitanes españoles Juan Flórez de Ocariz y Antón de Olaya quienes participaron en las guerras pijaos, y por ello poseedores de inmensos latifudios en el valle del Alto Magdalena. 
Sus padres eran el capitán español José Caycedo y Vélez, y Teresa Josefa Melchora Flórez y Olarte, siendo sus hermanos José y Luis Caycedo y Flórez. Su hermano Luis fue alcalde de Santa Fe.
Uno de sus sobrinos, hijo de Luis, fue el político y militar Domingo Caycedo y Sanz de Santamaría, 11 veces presidente de Colombia y cercano a Simón Bolívar y a Joaquín Mosquera, hermano de su sucesor, Manuel José Mosquera (quien también era hermano del militar Tomás Cipriano de Mosquera, con quien llegó a enemistarse por sus políticas liberales).